# Cratere Laertes
Laertes è un cratere sulla superficie di Teti.